# Carlo Repossi
Carlo Repossi (Milano, 12 novembre 1898 – 26 marzo 1973) è stato un politico italiano.

## Biografia
Esponente della Democrazia Cristiana, ricoprì la carica di deputato per tre legislature, venendo eletto alle politiche del 1948 (23.439 preferenze), alle politiche del 1953 (20.905 preferenze) e alle politiche del 1958 (30.766 preferenze). Terminò il mandato parlamentare nel 1963.
Morì il 26 marzo 1973 all'età di 74 anni.